# Poya (Nuova Caledonia)
Poya (pron. /pɔˈja/; in canaco: Nèkö) è un comune francese della Nuova Caledonia di 2 600 abitanti, il territorio comunale è diviso tra la Provincia del Nord e la Provincia del Sud.
La popolazione è per il 60% canaca e per il 27% europea tra francesi e caldoche.
Il comune è così diviso:
- Poya Nord (568,6 km² e 2.478 ab.) nella Provincia del Nord
- Poya Sud (277,2 km² e 122 ab.) nella Provincia del Sud